# Ganzblättrige Primel
Die Ganzblättrige Primel (Primula integrifolia) ist eine Pflanzenart, die zur Gattung der Primeln (Primula) und zur Familie der Primelgewächse (Primulaceae) gehört.

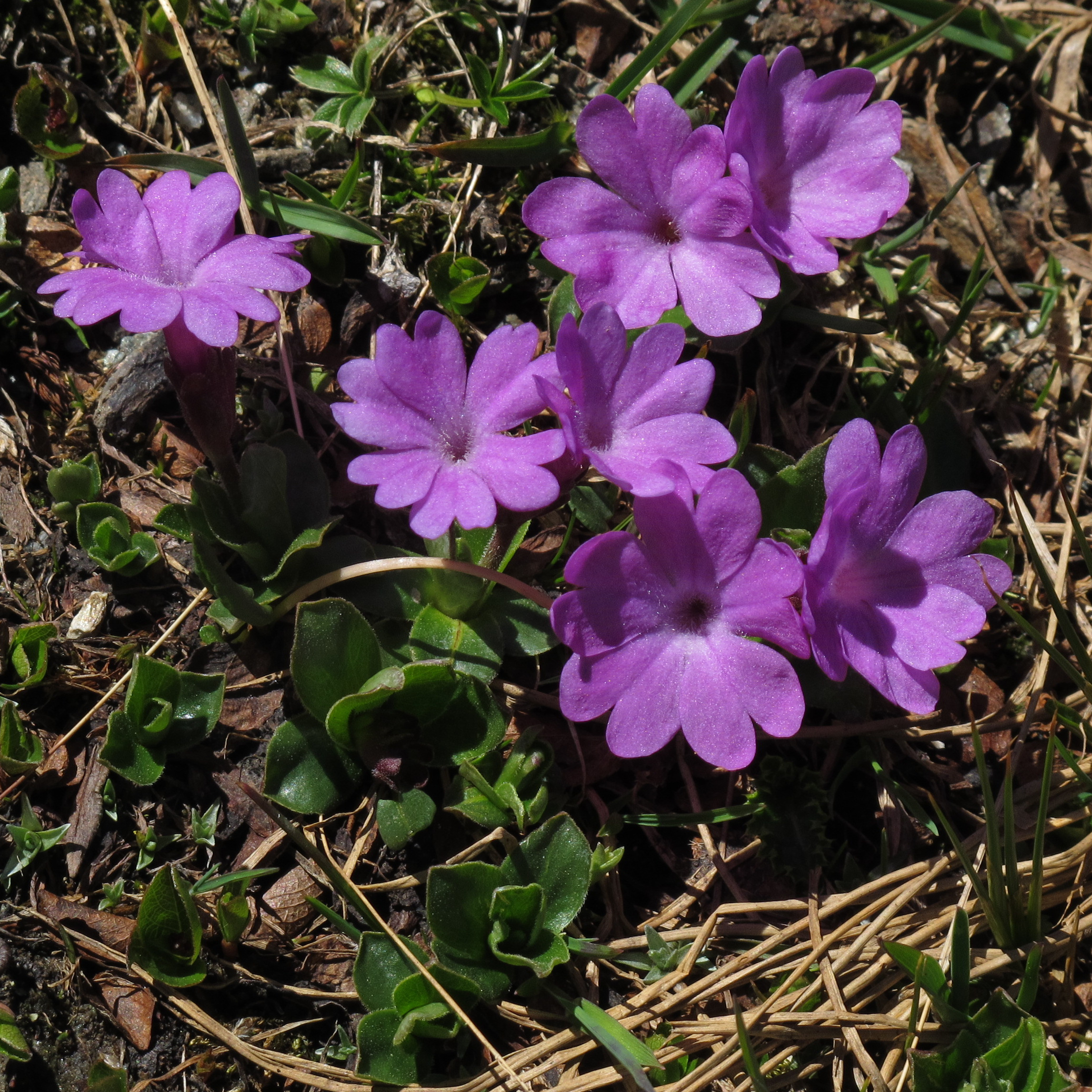
Ganzblättrige Primel (Primula integrifolia)

## Beschreibung
Die mehrjährige krautige Pflanze erreicht Wuchshöhen von 1 bis 5 Zentimeter. Sie ist dicht mit farblosen, bis 0,75 Millimeter langen Drüsenhaaren besetzt, besonders an den Rändern der Blätter, am Stängel, sowie an den Trag- und Kelchblättern, aber dennoch kaum klebrig. Die oft ungestielten Laubblätter sind ganzrandig oder wellig verbogen, weich, grasgrün, eiförmig, spitz oder abgerundet. Sie sind 10 bis 35 Millimeter lang und 5 bis 10 Millimeter breit. Sie sind elliptisch oder länglich, ungestielt oder allmählich in den kurzen Blattstiel verschmälert.
Die kurzen Stängel sind ungefähr so lang wie die Blätter und weisen ein bis drei sitzende oder kurz gestielte Blüten auf. Die Tragblätter sind schmal-lanzettlich und 5 bis 10 Millimeter lang. Der Kelch ist rötlich, 6 bis 9 Millimeter lang und besitzt kurze, stumpfe Zähne. Die rosa- bis rotviolett gefärbte Krone weist einen Durchmesser von 15 bis 20 Millimeter auf und hat eingeschnittene Kronlappen. Der Schlund ist aufgrund weißer Drüsenhaare zottig. Die Kronröhre ist 9 bis 15 Millimeter lang und länger als der Kelch. Die Fruchtkapsel ist 5 bis 6 Millimeter lang und ein Drittel oder halb so lang wie der Kelch. Die Samen sind geflügelt und meist papillös.
Die Blütezeit reicht von Mai bis August.
Die Chromosomenzahl beträgt 2n = 62, 66, 68 oder 70.

## Vorkommen
Das Verbreitungsgebiet reicht in den Alpen nach Westen hin bis Savoyen und umfasst zusätzlich die Pyrenäen. Die Art kommt meist alpin in Höhenlagen von 1900 bis 2700 Meter auf kalkarmen, feuchten Böden in Schneetälchen und Mulden vor. Außer in Schneetälchen kommt sie auch im Curvuletum und Elynetum vor. Die blühenden Vorkommen schildert Heinrich Brockmann-Jerosch so: Zur Zeit der Schneeschmelze erscheinen im Juni die jetzt vom Schneewasser durchflossenen Schneetälchen von weitem durch die vielen Blüten wie von 2 violetten Bändern begleitet.

## Standorte und Verbreitung in Mitteleuropa
Die Ganzblättrige Primel braucht sauren, mäßig basenhaltigen und ziemlich stickstoffarmen, kühlen Boden, der lange schneebedeckt sein kann.
Sie besiedelt Schneetälchen und feuchte Stellen auf sauren alpinen Matten. Sie gedeiht vor allem im Primulae-Caricetum curvulae, aber auch in Gesellschaften des Salicion herbaceae.
In den Zentral- und Ostalpen kommt sie zerstreut vor, in den westlichen Südalpen und in den westlichen Nordketten ist sie selten. Sie steigt in Graubünden am Piz Forun bis 3050 Meter Meereshöhe auf.
Die ökologischen Zeigerwerte nach Landolt & al. 2010 sind in der Schweiz: Feuchtezahl F = 3+ (feucht), Lichtzahl L = 4 (hell), Reaktionszahl R = 2 (sauer), Temperaturzahl T = 1+ (unter-alpin, supra-subalpin und ober-subalpin), Nährstoffzahl N = 2 (nährstoffarm), Kontinentalitätszahl K = 2 (subozeanisch).